# Grosseto Baseball
Il Jolly Roger Grosseto Baseball Club è una squadra di baseball nata a Grosseto nel 2017, trasferita dalla cittadina di Castiglione della Pescaia. In precedenza già nel 2012 era sorta una nuova squadra nata sulle ceneri del glorioso Bbc Grosseto, di cui ereditava la tradizione sportiva.

## Storia

### I primi passi del Bbc Grosseto
Il Bbc Grosseto nacque nel 1952 sulle ceneri dei "Canarini", la squadra nata subito dopo la seconda guerra mondiale sotto l'egida delle forze armate americane.
L'anno successivo la squadra fu promossa in serie B, grazie a validi giocatori quali Gei, Luciano Corridori e i fratelli Biadi, ed iniziò ad affrontare grandi squadre come il Milano, il Torino ed il Parma.
Nel 1954 il Grosseto tornò in serie C anche a causa dei costi molto elevati delle trasferte, ma nel 1960 una nuova promozione riportava la squadra in serie B.

### Gli anni '60 tra A e B
Al termine della stagione 1966 la squadra fu promossa in serie A, ma la tremenda alluvione che sconvolse la città nel Novembre di quell'anno costrinse i biancorossi ad abbandonare per sempre lo storico campo di Via Amiata.
A partire dalla stagione 1967, la squadra cominciò a giocare le proprie partite interne nello stadio Comunale Olimpico di calcio (odierno Stadio Carlo Zecchini) ed alcune partite vennero disputate in un campo di calcio minore in Via Adda e persino in Via della Repubblica, dove adesso sorgono le tribune dello Stadio Roberto Jannella. Il primo impatto con la serie maggiore non fu dei migliori e il Grosseto tornò mestamente in serie B fino al 1970, quando ottenne una nuova promozione.

### L'esplosione degli anni '70 e primi '80

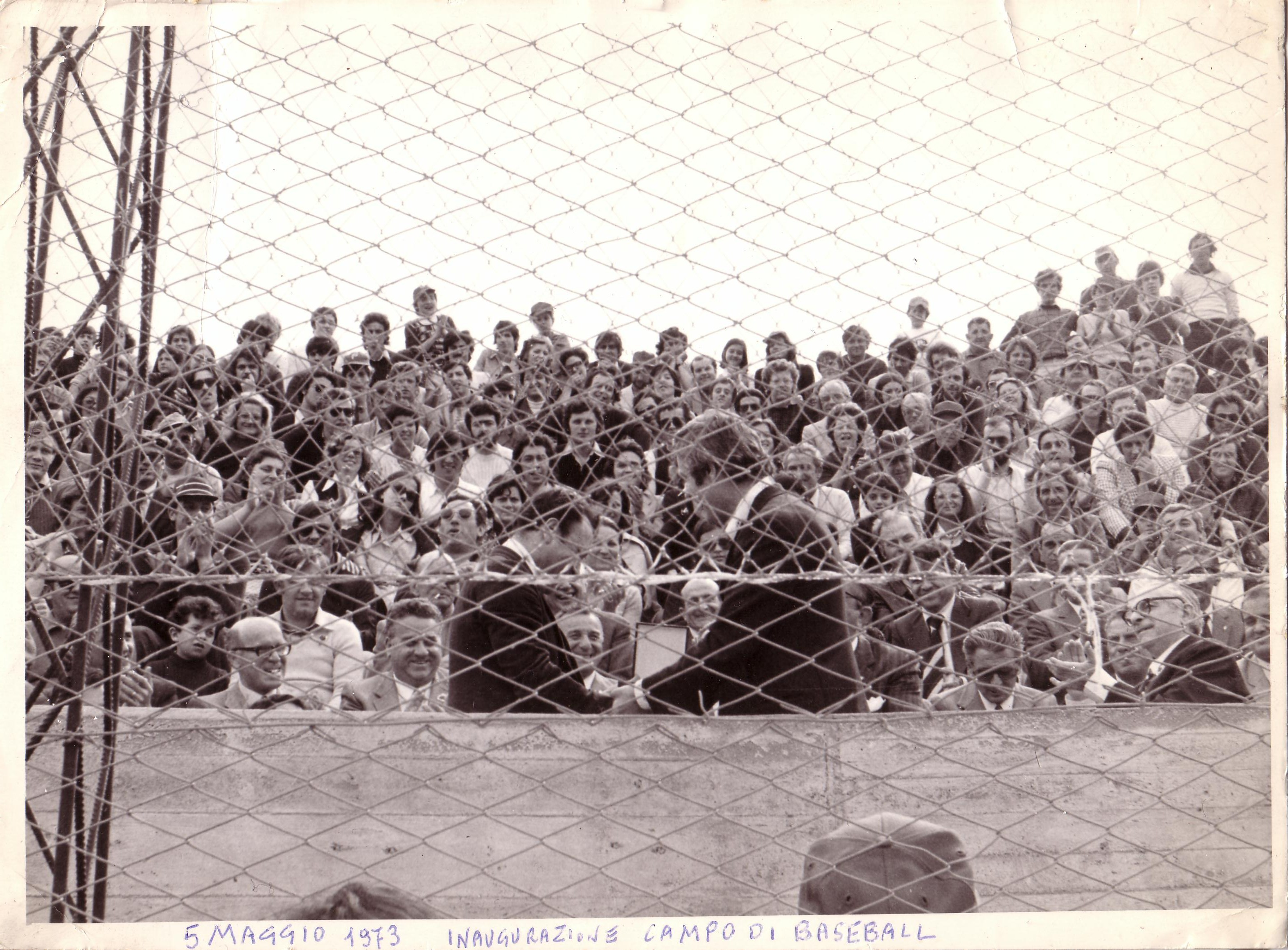
L'inaugurazione dello Stadio Jannella

La stagione successiva vide l'esplosione di Beppe Massellucci, la bandiera biancorossa degli anni '70-'80, ma questo non bastò a salvare il Grosseto dalla retrocessione, che venne evitata grazie ad un ripescaggio che consentì ai biancorossi di rimanere in serie A. Proprio nel 1972 venne ingaggiato il primo straniero che infiammò i cuori del Grosseto: un prima base rimasto nei cuori di tutti, John Self. A decenni anni di distanza, le sue statistiche fanno ancora impressione: basti pensare alla sensazionale media bombardieri di 1125 che ancora costituisce record per il campionato italiano.
Anche grazie alle prodezze di Self, il baseball divenne uno degli sport più amati in città e venne costruito lo stadio di baseball "Roberto Jannella" che da allora ha sempre ospitato le partite casalinghe del Bbc Grosseto.
Gli anni settanta videro crescere la squadra maremmana che poteva contare su importanti pedine quali Riccardo Luongo, Luciano Varricchio e stranieri come quell'Irving Homs che sostituì Self a partire dal 1973.
Ancora una volta, la squadra ebbe alcuni problemi economici ed al termine della stagione 1978 retrocesse nella serie inferiore, dove rimase un solo anno, prima di tornare definitivamente nel Gotha del baseball nazionale.
Grazie anche ad un giocatore di alto livello come Joseph Martelli il pubblico grossetano tornò ad appassionarsi al baseball e dal 1982 lo stadio cominciò ad essere sempre più popolato da tifosi; tanto che, spesso, per vedere le imprese dell'indimenticabile Tom Mutz, di Alessandro Cappuccini, di Marco Mazzieri e di Alfio Boscarol era necessario prendere posto in tribuna anche a distanza di qualche ora dalla partita.

Gianmario Costa

Questo fenomeno di massa divenne ancora più lampante l'anno successivo quando da Torino arrivarono Dario Borghino e Gianmario Costa (Mutz venne sostituito da Pat Callahan) e per la prima volta il Grosseto si ritrovò primo in classifica dopo la partita del 22 agosto allo stadio Europeo di Parma, quando un triplo gioco difensivo permise ai biancorossi di sconfiggere quel Parma che da anni spadroneggiava in Italia ed in Europa.
Tuttavia, nonostante l'entusiasmo, i tempi non erano maturi per la conquista dello scudetto ed anche nel 1984, quando vennero ingaggiati Craig Stimac, Bob Pate e un acerbo Franco Casolari che non lasciò traccia di sé, il sogno non si materializzò.

### La seconda metà degli anni '80 e i primi grandi successi
La stagione 1985, che vide l'innesto di Spadoni e Cortese dal Pesaro, sarà però ricordata soprattutto per l'arrivo in biancorosso del lanciatore hawaiano Richard Olsen, che per sette anni fece sognare il pubblico biancorosso. Al termine della stagione, da Bologna arrivò il manager Vincenzo 'Vic' Luciani e tutto era pronto per tentare con la dovuta convinzione la scalata al titolo tricolore.

Grosseto di scena nel 1986 allo stadio dei Pirati di Rimini

La sera di domenica 19 ottobre 1986, alle ore 18:36, allo stadio dei Pirati di Rimini il Grosseto vinceva il primo titolo della sua storia.
Dopo un paio di stagioni, il Grosseto si attrezzò ingaggiando il forte ricevitore Dwight Lowry (scomparso negli anni novanta) e la bandiera parmense Stefano Manzini ed arrivò il secondo scudetto ancora una volta in terra romagnola. Era Venerdì 6 ottobre 1989, una serata indimenticabile. Quella fu la stagione che vide la consacrazione di Raffaele Gandolfi, il miglior lanciatore mancino di quegli anni, dopo che era saltato il passaggio in biancorosso di Roberto Cabalisti accasatosi al Rimini.

### Gli anni '90: successi in Italia e in Europa
I primi anni novanta furono vissuti in sordina, ma a partire dal 1995 si è registrata un'inversione di tendenza: lentamente la squadra ha rialzato la testa tornando a togliersi grandi soddisfazioni tornando a partecipare ai playoff per l'assegnazione dello scudetto e andando a vincere la coppa C.E.B. a Pamplona nel 1997 e la Coppa Italia nel 1999 a Firenze contro il Rimini.

### Gli anni 2000 e la Coppa dei Campioni
Nel 2000 a Grosseto si svolse la Coppa delle Coppe, che vide il Bbc arrivare ad un soffio dalla vittoria, battuto in finale dalla squadra olandese del Bussum.
In quegli anni, più volte i biancorossi sognarono il tricolore grazie alle imprese di Otis Green e di un gruppo di giovani che lentamente cresceva e nel 2004 la squadra tornò a trionfare dopo 15 anni.
Il 2004 fu un anno molto positivo per il Bbc Grosseto: la squadra allenata dal cubano Pedro Medina, che l'anno prima aveva vinto la Supercoppa Italiana, conquistà il terzo alloro al termine di una cavalcata conclusa davanti a 5000 persone festanti che, incuranti di un autentico diluvio, si strinsero attorno a Navarro, Ramos, Rollandini, De Franceschi e tutti gli altri giocatori per festeggiare il tricolore allo Jannella conquistato al termine di una Italian Series molto intensa contro la Fortitudo Bologna.
L'anno successivo, nonostante una stagione disgraziata che culminava con l'esclusione dalla post season (la prima dal 1998), veniva messa in bacheca l'alloro più importante della storia ultracinquantenaria del Bbc Grosseto: domenica 12 giugno, alle ore 17.25, veniva conquistata la prima Coppa dei Campioni battendo gli olandesi del Bussum.
Nel 2006 la squadra è stata affidata al nuovo manager Mauro Mazzotti con l'obiettivo di tornare a primeggiare a livello nazionale ed europeo. Con l'arrivo di Mazzotti il Bbc Grosseto arriva secondo in campionato ed in Coppa Campioni, ma si rifarà l'anno successivo vincendo lo scudetto in una finale molto intensa e vinta soltanto a gara 7 contro il Nettuno.
Nell'estate 2008 il ciclo Mazzotti termina con un esonero, la squadra è affidata a Paolo Minozzi che resta al timone anche nel 2009 come direttore tecnico affiancato dal nuovo manager Mario Labastidas, che viene allontanato dopo poche giornate.
Con la squadra affidata ancora a Minozzi dal nuovo presidente Roberto Ferri, si visse una stagione che verrà ricordata soltanto per il ritiro della casacca di Craig Stimac. Verso la fine dell'anno veniva annunciato il clamoroso arrivo di Ruggero Bagialemani come manager del Bbc Grosseto.
L'esperienza di quest'ultimo sulla panchina maremmana durò una sola stagione, conclusa con un sesto posto. I biancorossi rimasero in corsa per i playoff fino al primo trittico del girone di ritorno, grazie alla doppia affermazione sul diamante del Rimini, ma poi calarono vistosamente. Il presidente Roberto Ferri provò a difendere la sua scelta con i denti, ma le ormai pressanti difficoltà di natura economica convinsero il consiglio direttivo biancorosso a cambiare strada e a puntare su un staff tutto maremmano, guidato dall'ex esterno Enrico Vecchi.

### 2011: i problemi economici e la fine del Bbc
La stagione 2011 era vissuta dalla società tra mille problemi di natura economica e la squadra termina il campionato al sesto posto nonostante le buone premesse di inizio stagione, legittimate da alcuni successi nelle prime partite di campionato. A Giugno 2011 viene ritirata la casacca numero 5 in onore di Marco Mazzieri primatista di presenze in biancorosso e manager della nazionale italiana, ma è forse l'ultimo momento di gloria per il sodalizio grossetano che si trascina piuttosto stancamente verso la fine della stagione agonistica. Al termine del campionato, vista la difficile situazione in società, il Presidente Onorario Roberto Baricci azzera le cariche societarie e annuncia di prendere direttamente in mano la situazione, affidando la presidenza allo storico e stimato dirigente Armando Cipolletti pro tempore.
Nei mesi dell'autunno 2011 il rischio che il baseball a Grosseto sparisca si fanno sempre più concreti, così l'amministrazione comunale contatta la Fibs per avere un quadro completo della situazione e fare tutto il possibile per salvare il baseball grossetano.

### Il Grosseto Baseball
Di comune accordo con la Fibs viene fondata da alcuni ex dirigenti del Bbc Grosseto una nuova società, denominata Grosseto Baseball, la quale viene affiliata alla federazione. Contemporaneamente, dalla dirigenza, viene richiesta l'iscrizione alla Italian Baseball League.
Il Consiglio federale, riunitosi il 21 gennaio 2012 in occasione della XVII Coach Convention, ratifica ufficialmente il passaggio di consegne in Italian Baseball League tra Bbc Grosseto e Grosseto Baseball; la storica società, fondata nel 1952, annuncia allora di voler proseguire la propria attività iscrivendosi alla Serie C, per festeggiare sul campo i 60 anni di vita.
Dopo una partita di Coppa Italia di C e tre partite di campionato (di cui la prima saltata per forfait), il Bbc Grosseto si vede costretto a ritirarsi dal campionato per problemi organizzativi dovuti alla rosa troppo ristretta dei giocatori a disposizione.
Nella stagione seguente, la società non si iscrive ad alcun campionato, scomparendo così dal panorama del baseball italiano.
Il Grosseto Baseball nasce nel sessantesimo anno di baseball nel capoluogo maremmano; i colori sociali della squadra sono il bianco ed il rosso, che da sempre identificano Grosseto sia in ambito civile che sportivo.
La società fondata nel 2012 non rinnega il passato ed, anzi, si pone nel solco della tradizione di baseball in Maremma che nasce negli anni dell'immediato dopoguerra e si sviluppa nei decenni successivi portando in città 4 Scudetti, una Coppa Campioni, 2 Coppe Italia, una Supercoppa Italiana, un Campionato Italiano P.O., una Coppa CEB, uno scudetto categoria ragazzi e vari titoli regionali a livello giovanile.
Nel 2012 è stato stipulato un accordo di franchigia con la società Junior Grosseto per la gestione dell'attività giovanile e la Seconda Divisione della IBL.
A dar man forte al gruppo di dirigenti grossetani, arriva dagli Stati Uniti il Carminucci Sports Group e la presidenza della società viene affidata a Peter Caliendo che si avvarrà della collaborazione del General Manager Darren Harrison-Panis. Il primo acquisto di rilievo della nuova società è il lanciatore Panagiotis Sikaras di passaporto greco e proveniente dal Rimini Baseball Club. Il General Manager Darren Harrison-Panis viene sostituito da Alessandro Da Re.
Il campionato 2012 del Grosseto Baseball si è concluso al 7º posto, penultima posizione in regular season. In Coppa Italia i maremmani sono riusciti a qualificarsi per la seconda fase, culminata con l'eliminazione da parte di Nettuno. Terminato il campionato, la dirigenza ha comunicato la decisione di non iscrivere la squadra all'Italian Baseball League dell'anno seguente, a causa della mancanza di adeguate garanzie economiche (il gruppo statunitense si era nel frattempo tirato fuori dal progetto).

### La parentesi Bbc Mastiff
La società Mastiff Arezzo, fondata nel 2007 ad Arezzo dove ha svolto la sua attività fino a tutto il 2012, passa dalla Serie C1 alla B al termine del campionato 2008, giocando nei successivi tre anni tra Serie B e B Federale. Il campionato 2011 sancisce invece la promozione in Serie A Federale.
In assenza della rappresentanza grossetana nel massimo campionato italiano (a causa della succitata rinuncia del suo erede Grosseto Baseball), per il campionato 2013 la federazione ha approvato l'ingresso del Mastiff in Italian Baseball League, nonostante l'assenza di condizioni per disputare le partite interne ad Arezzo. In un primo momento l'impianto designato pareva essere quello di Firenze, ma successivamente fu ufficializzata la decisione di formare una franchigia con Grosseto, con sede di gioco allo Stadio Jannella di Grosseto.
La città di Grosseto viene quindi rappresentata in IBL dal Bbc Mastiff nella stagione 2013, sodalizio proveniente da Arezzo in regime di collaborazione con il Grosseto Baseball. Quest'ultima invece iscrive una squadra in Serie C Federale, in cui giocano gli atleti dello Junior Grosseto reduci dalla IBL2 della stagione precedente.
Il sodalizio Bbc Mastiff sembrava destinato a restare stabilmente nel capoluogo maremmano dopo aver sottoscritto, nel novembre 2013, un accordo con le altre società del territorio, detto "Progetto Grosseto" e promosso dal Vicesindaco ed Assessore allo Sport.
In seguito, nonostante le dichiarazioni in merito all'allestimento della squadra per la IBL 2014 e un'iniziale attività preparatoria con dirigenti locali, la situazione del Mastiff si è fatta sempre più incerta e misteriosa, mancando informazioni precise e fatti concreti a supporto.
Dopo mesi di dubbi e polemiche, con dirigenti e giocatori che via via si allontanavano, e varie sollecitazioni da parte di Progetto Grosseto a fare chiarezza, il Bbc Mastiff alza bandiera bianca e a marzo 2014 (ad un mese dall'inizio delle competizioni) rinuncia alla IBL e non si iscrive ad alcun campionato.

### La rinascita del Grosseto Baseball
Nel 2014 la società Grosseto Baseball si riorganizza: aderisce alla nuova franchigia "Progetto Grosseto" (un accordo di collaborazione fra le società maremmane), ottiene l'inserimento della propria squadra in Serie A Federale e riporta in biancorosso dirigenti e tecnici dal glorioso passato nel Bbc Grosseto e giocatori che hanno militato sia nel Bbc degli ultimi successi che nel Grosseto stesso nel 2012, insieme ai giovani dello Junior e ad alcuni nuovi innesti.
Questa squadra riesce a vincere il campionato 2014 di A Federale, che assegna un titolo nazionale, con 35 vittorie su 39 partite e sconfiggendo in finale i New Black Panthers, squadra che aveva partecipato alla IBL 2013.
Per il 2015 il Grosseto Baseball rinuncia a salire di categoria in IBL e resta in Serie A Federale. Arriva a disputare le finali per lo scudetto contro il Bollate Baseball Club (allenato dall'ex Bbc David Sheldon), ma perde in gara 5 e Bollate è campione d'Italia.
Dopo mesi di voci, nel dicembre 2015 arriva la conferma: il Grosseto Baseball rinuncia ad iscriversi alla Serie A Federale 2016. La squadra dovrebbe ripartire dalla Serie C. Per la prima volta dal 1955 Grosseto non avrà una rappresentativa nei massimi campionati di baseball.

### Rinascita come JR Grosseto
Nel 2017 si trasferisce a Grosseto da Castiglione della Pescaia la squadra Jolly Roger Baseball Club, militante in A2 dal 2014, per rimpiazzare il Grosseto Baseball. Lo Stadio Jannella viene concesso alla nuova squadra, che diventa Jolly Roger Grosseto.
Per il 2019 una collaborazione tra le società maremmane dà nuova vita al "Progetto Grosseto": Jolly Roger Baseball Club, Red Jack Baseball & Softball Club e BSC Grosseto 1952 faranno scendere in campo una formazione in Serie A2 e una in Serie B. Ufficialmente competono come Jolly Roger Grosseto in Serie A2, come Red Jack in Serie B e come BSC Grosseto nelle categorie Under 18.

### Il ritorno nella massima serie come Bbc
Nel 2021, con la riorganizzazione della massima serie, la Serie A, il Grosseto fa il suo ritorno in prima divisione con il nome originale di Bbc Grosseto.

## Colori e simboli

### Colori
Il Grosseto ha da sempre come colori sociali il bianco ed il rosso. Durante la parentesi del Bbc Mastiff i colori della squadra maremmana erano il bianco e il nero.

### Stemma

Stemma del Bbc Grosseto (fino al 2012).
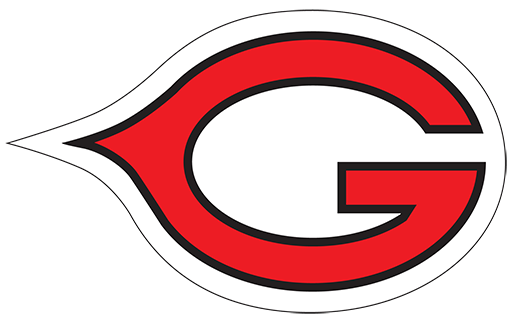
Lo stemma che compare sui cappellini dei grossetani (almeno dal 2003).

## Società

### Organigramma societario
Dal sito internet ufficiale della società.
- Mario Mazzei - Presidente
- Angelo Magalotti - Vicepresidente
- Luca Moretti - Direttore sportivo
- Umberto Zanobi - Segretario sportivo
- Paolo Minozzi - Direttore tecnico
- Rozy Oprea - Segreteria amministrativa
- Niccolò Benvenuti - Ufficio Stampa e Comunicazione
- Michele Mazzilli - Team manager
- Claudio Manuguerra - Dirigente accompagnatore
- Alfonso Marano - Dirigente accompagnatore

### Sponsor
- 2008-2012 Macron
- 2014-2015 Macron

- 1967 Mamma Francesca
- 1973 Master Builders
- 1974-1975 Lubiam
- 1976 Betagru
- 1981 Rio Grande
- 1982 Olivieri trasporti
- 1983-1984 Mabro
- 1985 Fais
- 1986 Grohe
- 1987-1990 Mamoli Robinetterie
- 1991-1992 Walton
- 1994-1996 Acqua Fontemura
- 1998 La Gardenia
- 1999-2000 Papalini
- 2001 My Space
- 2002 Orioles
- 2003 La Gardenia
- 2004-2005 Prink
- 2006 Colonie della Maremma
- 2007-2012 Monte dei Paschi di Siena
- 2013 ENEGAN e Toshiba
- 2014-2015 ENEGAN Luce e Gas
- 2018-2020 Centro Commerciale Maremà
- 2021 Ecopolis
- 2022 Spirulina Becagli

## Allenatori e presidenti
Di seguito la lista completa degli allenatori e dei presidenti del Grosseto Baseball.
- 2013  Danilo Biagioli
- 2014  Paolo Minozzi
- 2015  Carlo Del Santo
- 2017  Paolo Rullo
- 2018  Filippo Olivelli
- 2019-  Stefano Cappuccini

- 2004-2009  Claudio Banchi
- 2009  Armando Cipolletti
- 2009-2011  Roberto Ferri
- 2011  Armando Cipolletti (Bbc Grosseto)
- 2013  Danilo Biagioli (Bbc Matiff)
- 2011-2016  Mario Mazzei (Grosseto Baseball)
- 2017-2022  Giuseppe Demi (JR Grosseto)

## Stagione per stagione
| Stagione | Regular Season | Regular Season | Regular Season | Regular Season | Serie eliminatorie                                                                                 |
| Stagione | Class.         | Vitt.          | Sconf.         | %Vitt.         | Serie eliminatorie                                                                                 |
| 1967     | 8°             | 10             | 22             | 0,313          | -                                                                                                  |
| 1968     | Serie B        | Serie B        | Serie B        | Serie B        | Serie B                                                                                            |
| 1969     | Serie B        | Serie B        | Serie B        | Serie B        | Serie B                                                                                            |
| 1970     | Serie B        | Serie B        | Serie B        | Serie B        | Serie B                                                                                            |
| 1971     | 12°            | 10             | 34             | 0,227          | -                                                                                                  |
| 1972     | 9°             | 18             | 26             | 0,409          | -                                                                                                  |
| 1973     | 8°             | 16             | 28             | 0,363          | -                                                                                                  |
| 1974     | 7°             | 21             | 23             | 0,477          | -                                                                                                  |
| 1975     | 6°             | 30             | 27             | 0,526          | -                                                                                                  |
| 1976     | 7°             | 18             | 35             | 0,339          | -                                                                                                  |
| 1977     | 3° GB          | 9              | 15             | 0,375          | 6º del girone finale (4-25)                                                                        |
| 1978     | 9°             | 9              | 27             | 0,250          | -                                                                                                  |
| 1979     | Serie B        | Serie B        | Serie B        | Serie B        | Serie B                                                                                            |
| 1980     | 5°             | 16             | 20             | 0,444          | -                                                                                                  |
| 1981     | 5°             | 12             | 16             | 0,451          | non qualificato                                                                                    |
| 1982     | 4°             | 16             | 12             | 0,571          | 4º del girone finale (1-11)                                                                        |
| 1983     | 1° GB          | 15             | 3              | 0,833          | 4º del girone finale (27-15)                                                                       |
| 1984     | 1° GB          | 20             | 3              | 0,870          | 4º del girone finale (22-20)                                                                       |
| 1985     | 3°             | 48             | 18             | 0,727          | -                                                                                                  |
| 1986     | 1° G1          | 37             | 11             | 0,771          | 1/4 f. : V 3-1 Milano Baseball 1/2 f. : V 4-3 Nettuno Baseball finale : V 4-3 Rimini Baseball Club |
| 1987     | 1° G1          | 32             | 10             | 0,762          | 1/4 f. : V 4-0 Rome 1/2 f. : V 4-3 Fortitudo Baseball finale : S 1-4 Rimini Baseball Club          |
| 1988     | 1° S           | 31             | 11             | 0,738          | 1/4 f. : S 1-4 Rimini Baseball Club                                                                |
| 1989     | 1° S           | 32             | 10             | 0,762          | 1/4 f. : V 4-1 San Marino BC 1/2 f. : V 4-1 Parma Baseball finale : V 4-2 Rimini Baseball Club     |
| 1990     | 2° S           | 53             | 13             | 0,803          | non qualificato                                                                                    |
| 1991     | 4°             | 22             | 14             | 0,611          | 1/4 f. : S 1-2 Verona                                                                              |
| 1992     | 8°             | 12             | 24             | 0,333          | non qualificato                                                                                    |
| 1993     | 6°             | 18             | 18             | 0,500          | non qualificato                                                                                    |
| 1994     | 5°             | 26             | 22             | 0,542          | non qualificato                                                                                    |
| 1995     | 4°             | 31             | 23             | 0,574          | 1/2 f. : S 2-4 Nettuno Baseball                                                                    |
| 1996     | 5°             | 30             | 24             | 0,556          | non qualificato                                                                                    |
| 1997     | 7°             | 26             | 28             | 0,481          | non qualificato                                                                                    |
| 1998     | 2°             | 32             | 16             | 0,667          | 1/2 f. : S 1-4 Rimini Baseball Club                                                                |
| 1999     | 3°             | 29             | 19             | 0,583          | 1/2 f. : S 2-4 Nettuno Baseball                                                                    |
| 2000     | 4°             | 27             | 21             | 0,563          | 1/2 f. : S 2-3 Rimini Baseball Club                                                                |
| 2001     | 3°             | 33             | 21             | 0,611          | 1/2 f. : S 0-4 Rimini Baseball Club                                                                |
| 2002     | 4°             | 35             | 19             | 0,648          | 1/2 f. : S 2-4 Rimini Baseball Club                                                                |
| 2003     | 4°             | 35             | 19             | 0,648          | 1/2 f. : S 1-4 Fortitudo Baseball                                                                  |
| 2004     | 1°             | 47             | 7              | 0,870          | 1/2 f. : V 4-1 Nettuno Baseball finale : V 4-2 Fortitudo Baseball                                  |
| 2005     | 6°             | 30             | 24             | 0,556          | non qualificato                                                                                    |
| 2006     | 3°             | 27             | 20             | 0,574          | 1/2 f. : V 4-1 Nettuno Baseball finale : S 1-4 Rimini Baseball Club                                |
| 2007     | 3°             | 26             | 16             | 0,619          | 1/2 f. : V 4-1 Fortitudo Baseball finale : V 4-3 Nettuno Baseball                                  |
| 2008     | 3°             | 28             | 14             | 0,667          | 4º nel girone di semifinale (3-6)                                                                  |
| 2009     | 6°             | 17             | 25             | 0,405          | non qualificato                                                                                    |
| 2010     | 6°             | 20             | 22             | 0,476          | non qualificato                                                                                    |

## Palmarès

### Trofei nazionali
- Campionato IBL: 4

1986, 1989, 2004, 2007
- Coppe Italia: 3

1981, 1999, 2004
- Supercoppe Italiane: 2

2003, 2005
- Campione d'Italia della Serie A Federale: 1

2014

### Trofei internazionali
- Coppa dei Campioni: 1

2005
- Coppa CEB: 1

1997

## Formazioni campioni d'Italia

### BBC Campione d'Italia 1986
- Esterni: Marco Mazzieri, Dario Borghino, Riccardo Luongo, Roberto Piccioli
- Interni: Marco Foschiani, Federico Cipriani, Gianmario Costa, John Cortese, Beppe Massellucci
- Lanciatori: Fabio Toniazzi, Alfio Boscarol, Raffaele Gandolfi, Richard Olsen, Rolando Cretis, Alessandro Cappuccini, Luca Spadoni
- Ricevitori: Craig Stimac, Alessandro Bianchi
- Manager: Vic Luciani

### BBC Campione d'Italia 1989
- Esterni: Marco Mazzieri, Dario Borghino, Riccardo Luongo, Stefano Manzini, Francesco Petruzzelli, Vecchi enrico
- Interni: Marco Foschiani, Gianmario Costa, John Cortese, Damiano Galli
- Lanciatori: Raffaele Gandolfi, Richard Olsen, Rolando Cretis, Alessandro Cappuccini, Humberto Novara, Massimiliano Lazzeretti, Piergiuseppe Viola
- Ricevitori: Dwight Lowry
- Manager: Vic Luciani

### BBC Campione d'Italia 2004
- Esterni: Roberto De Franceschi, David Francia, Andrea De Santis, Gabriele Ermini, Francesco Casolari
- Interni: Filippo Attriti, Edoardo Aprili, Johnny Carvajal, Paul Esposito, Rafael Ozuna, Jairo Ramos, Andrea Sgnaolin
- Lanciatori: Robert Coppola, Jaime Navarro, David Rollandini, Lino Luciani, Niccolo Badii, Riccardo De Santis, Emiliano Ginanneschi
- Ricevitori: Michael Alagna, Luca Bischeri
- Manager: Pedro Medina (Cuba)

### BBC Campione d'Italia 2007
- Esterni: Gino Lollio, Gabriele Ermini, Jorge Nunez, Andrea De Santis, Manuel Marussich, Dario Piselli
- Interni: Andrea Sgnaolin, Raul Marval, Davide Dallospedale, Airo Ramos, Luca Bischeri
- Lanciatori: Lincoln Mikkelsen, Hector Sena, Junior Oberto, Kevin Hale, Michael Colucci, Riccardo De Santis, Emiliano Ginanneschi, Riccardo Paoletti
- Ricevitori: Kelly Ramos, Alessandro Galli, Cristian Mandolini, Tommaso Pollini
- Manager: Mauro Mazzotti

## Giocatori storici
Fra gli altri giocatori che hanno fatto la storia del Bbc Grosseto vale la pena di ricordare:
| - Beppe Massellucci - Richard Olsen - Riccardo Luongo - Luciano Varricchio - Bob Pate - Alessandro Cappuccini | - Gianmario Costa - Raffaele Gandolfi - Francesco Petruzzelli - John Cortese - John Self - Craig Stimac - Othis Green | - Marco Mazzieri - Andres Thomas - Irving Homs - Jairo Ramos Gizzi - Jaime Navarro - Enrico Vecchi - Fabio Toniazzi |

## Numeri ritirati
| 5                               | 23             | 24                 | 44                      | 48              |
| Marco Mazzieri RF,Manager,Coach | Craig Stimac C | Riccardo Luongo LF | Giuseppe Massellucci 1B | Richard Olsen P |

## Stadio
Tutti gli incontri casalinghi del Grosseto Baseball vengono disputati nello Stadio Roberto Jannella che ha una capienza di 8000 posti.
Nel 2012 la squadra ha giocato le partite casalinghe presso lo Stadio Simone Scarpelli, il secondo impianto cittadino dedicato al baseball.

## Statistiche attacco in regular season 2008
| AB   | R   | H   | 2B | 3B | HR | SB | RBI | AVG  | SLG  | OBP  | OPS  | BB  | SO  |
| 1473 | 240 | 439 | 74 | 10 | 19 | 50 | 221 | .292 | .392 | .397 | .762 | 172 | 233 |